# Francesco Fulvio Frugoni
Francesco Fulvio Frugoni (Génova, República de Génova; 1620-Venecia, República de Venecia; 1686) fue un  poeta, escritor, dramaturgo y predicador italiano.

## Biografía
De origen noble, pasó su infancia en España. Estudió en las Universidad de Alcalá de Henares y de Salamanca; frecuentó Góngora y Francisco de Quevedo, por los que sentía gran estima y admiración. Viajó por toda España, y también por Italia, Francia, Holanda y Inglaterra. En París estudió en la Sorbona, pero en 1637 regresó a Génova donde asistió a la Accademia degli Addormentati. Ese mismo año tomó sus votos.
A partir de 1640 Francesco Fulvio Frugoni comenzó a frecuentar asiduamente la casa de Luca y Pellina Spinola.
Era muy amigo de Anton Giulio Brignole Sale, quien, nombrado embajador en España en 1643, lo quería con él.
Fue en 1651, tras la muerte de Ercole Grimaldi, que la familia Spínola pidió a Frugoni que se convirtiera en el padre espiritual de su hija Aurelia. Se convirtió en su consejero personal, ayudándola con su fe y consejo a enfrentar un momento de grave crisis.
En 1655 publicó Le vittorie di Minerva ovvero la virtù : gran balletto di Madama la duchessa di Valentinese danzato in Monaco l’anno 1655.
En 1660 se publicó La Vergine parigina, dedicada a Aurelia e impresa en Venecia en 1661. El libro fue duramente criticado, tanto que el propio Frugoni lo definió como “il debutto della disgrazia”, procurándole el exilio, que sólo terminó con la muerte de Honorato II de Mónaco en 1662.
Entre 1663 y 1666 permaneció en Turín, donde publicó algunos libros, pero en 1669 se unió a la duquesa enferma en Aix-en-Provence.
Tras la muerte de Aurelia en septiembre de 1670, se fue a Venecia, luego a Milán, Parma y Plasencia.
En 1672 escribió L’Heroina intrepida ovvero la Duchessa del Valentinese que se imprimió en 1673. Regresó a Génova entre 1677 y 1679 y escribió su obra maestra “Il Cane Diogene” dedicada a Leopoldo I de Habsburgo, publicada póstumamente entre 1687 y 1689 por su amigo Francesco Assereto.